# Peter Scholl-Latour

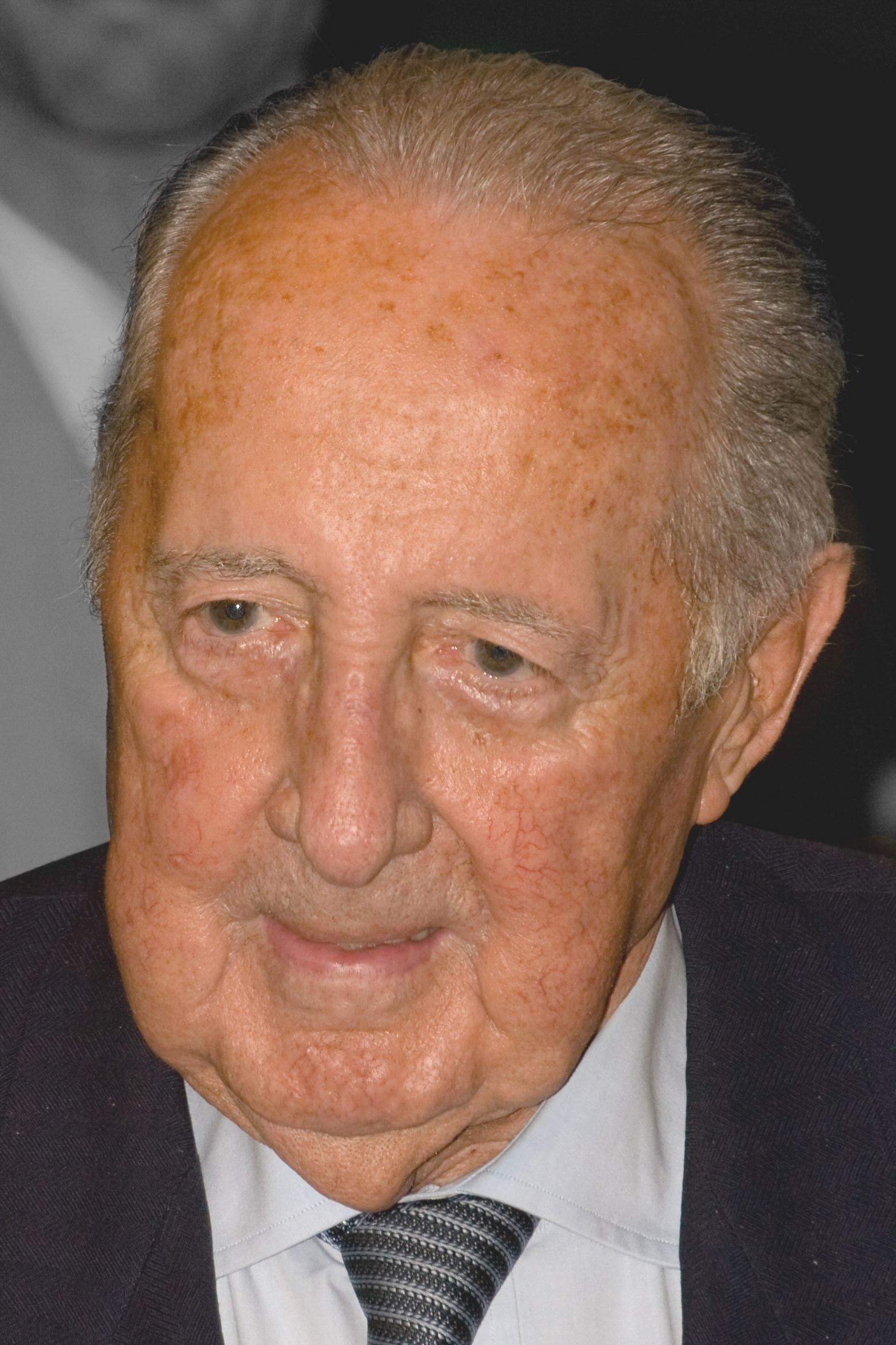
Peter Scholl-Latour, 2008

Peter Roman Scholl-Latour (* 9. März 1924 in Bochum als Peter Roman Scholl; † 16. August 2014 in Bad Honnef) war ein deutsch-französischer Journalist, Sachbuchautor und Publizist. Er war in den 1970er Jahren Programmdirektor des WDR-Fernsehens und in den 1980er Jahren Herausgeber der Zeitschrift Stern.

## Leben

### Jugend und Ausbildung
Peter Scholl-Latour war der Sohn des in Zabern im Elsass geborenen und in Lothringen aufgewachsenen Arztes Otto Konrad Scholl (1888–1960) und dessen Ehefrau, Mathilde Zerline Nußbaum (1896–1991), Schwester des Arztes Robert Nußbaum, der im KZ Sachsenhausen ermordet wurde. Scholl-Latours Großvater, Moritz Nussbaum, stammte aus Warburg und war Gymnasiallehrer im Elsass.
Scholl-Latour war römisch-katholisch getauft und bezeichnete sich als katholischen Christen. Im Sinne der Nürnberger Rassegesetze galt er im Nationalsozialismus wegen der jüdischen Abstammung seiner Mutter als „Mischling ersten Grades“. Der Zeitpunkt und die Hintergründe der Änderung seines Nachnamens in „Scholl-Latour“ sind unbekannt. Latour war der Mädchenname einer Urgroßmutter väterlicherseits, doch trugen weder sein Vater noch sein Großvater den Doppelnamen.
Im Jahr 1936 schickten seine Eltern Scholl-Latour auf das Jesuitenkolleg Sankt Michael in Freiburg im Üechtland in der Schweiz. Als seinen Eltern Geldüberweisungen in die Schweiz untersagt wurden, musste er das Kolleg 1940 verlassen und nach Deutschland zurückkehren. Am Wilhelmsgymnasium in Kassel legte er 1943 die Abiturprüfungen ab. In seinem Buch Leben mit Frankreich – Stationen eines halben Jahrhunderts berichtete er, dass er sich nach der Befreiung Frankreichs von der deutschen Besetzung 1944 freiwillig zur französischen Armee melden wollte. Da sein Versuch scheiterte, bei Metz ins französisch kontrollierte Gebiet zu gelangen, beschloss er, Deutschland über Jugoslawien zu verlassen. Er wurde in der Steiermark verhaftet und geriet 1945 in Gestapo-Haft in Graz, Wien und Prag. In der Gefangenschaft erkrankte er an Flecktyphus und kam in ein Krankenhaus. Nach seiner Genesung meldete sich Scholl-Latour 1945/1946 zum Commando Ponchardier, einer französischen Fallschirmjägereinheit, die in Indochina eingesetzt war.
Ab 1948 studierte er an der Johannes Gutenberg-Universität Mainz und der Sorbonne in Paris ein Semester Medizin, sodann Philologie und Politikwissenschaft. 1950 erwarb er die Licence-ès-lettres der Sorbonne und 1951 das Diplom des Institut d’études politiques de Paris (Sciences Po). Er setzte das Studium an der Sorbonne fort und schloss es im Januar 1954 mit einer Dissertation über Rudolf G. Binding ab (Promotion). Von 1956 bis 1958 studierte er Arabistik und Islamwissenschaft an der Université Saint-Joseph in Beirut und erwarb auch dort das Diplom.

### Tätigkeit als Journalist in Presse, Hörfunk und Fernsehen

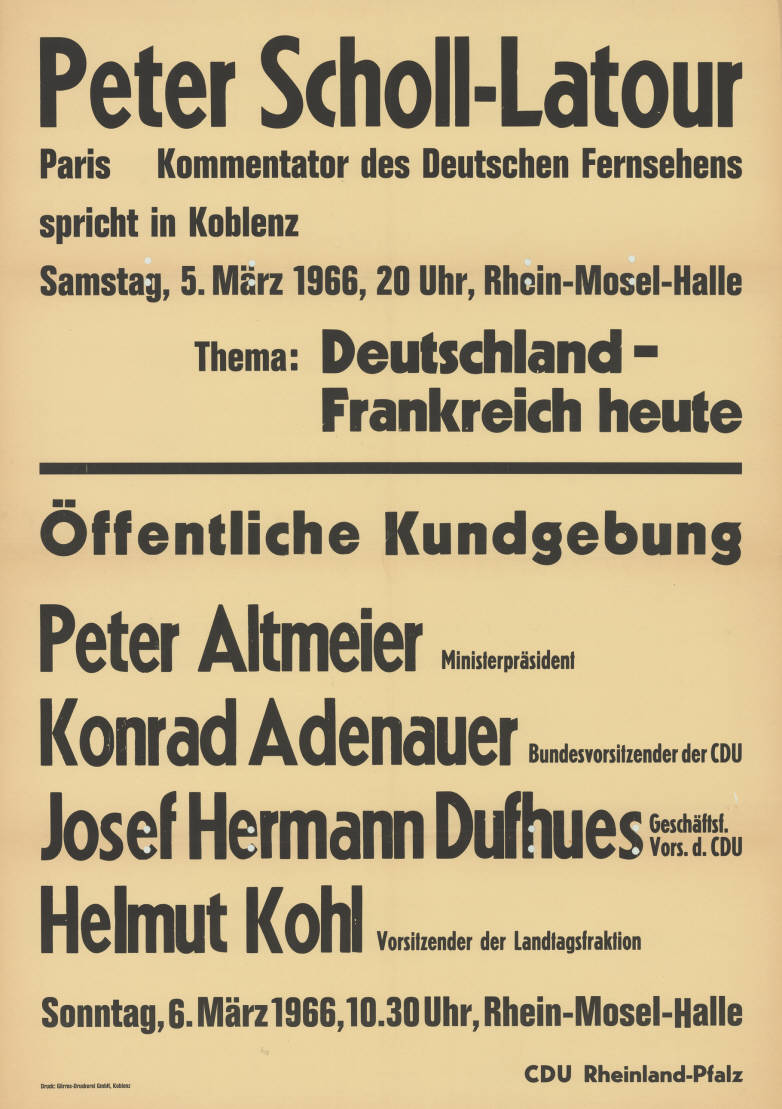
Plakat zu Kundgebung mit Scholl-Latour und CDU-Spitzenpolitikern (1966)

Scholl-Latour arbeitete schon während des Studiums als Reisejournalist für deutsche und französische Zeitungen und Rundfunkanstalten. Sein Volontariat absolvierte er 1948 bei der Saarbrücker Zeitung, nachdem Le Monde bereits eine von ihm verfasste Reportage über eine illegale Reise durch die sowjetische Besatzungszone Deutschlands abgedruckt hatte. Für seine Berichte bereiste er Amerika, Afrika, Vorderasien und große Teile Südost- und Ostasiens.
In den Jahren 1954 und 1955 war er Sprecher der Regierung des Saarlandes und dort zunächst als Mitarbeiter und Pressesprecher des Amtes für europäische und auswärtige Angelegenheiten in Diensten des Ministerpräsidenten Johannes Hoffmann tätig. Während seines anschließenden Studiums in Beirut berichtete er als Korrespondent und bereiste ab 1959 Afrika und Südostasien.
Ab 1960 arbeitete Scholl-Latour für den Hörfunk: Bis 1963 war er ständiger Afrikakorrespondent der ARD mit Sitz in Léopoldville (heute Kinshasa) und Brazzaville. 1963 wechselte er zum Fernsehen und gründete das vom Westdeutschen Rundfunk verantwortete ARD-Studio in Paris, das er bis 1969 leitete.
Von 1969 bis 1971 war Scholl-Latour Fernsehdirektor des 1965 gegründeten dritten Fernsehprogramms des WDR, des Westdeutschen Fernsehens. In seine Amtszeit fielen die Einführung des Schulfernsehens und der Sendung Lach- und Sachgeschichten, eines Vorläufers der Sendung mit der Maus, sowie der kontroversen Fernsehfilme Das Millionenspiel nach einem Drehbuch von Wolfgang Menge (1970) und die Chronik der laufenden Ereignisse von Peter Handke (1971). Im Jahr 1971 wurde er Chefkorrespondent des ZDF und leitete von 1975 bis 1983 das Pariser ZDF-Studio.
Von Paris reiste Scholl-Latour regelmäßig als Sonderkorrespondent nach Vietnam, wo er und sein Kamerateam 1973 von den Vietcong gefangen genommen und nach einer Woche freigelassen wurden. 1976 bereiste er erneut Vietnam, 1978 Kanada, 1980 Kambodscha und 1981 China und Afghanistan.
Seit 1978 stand Scholl-Latour durch seine Verbindungen zu Sadegh Tabatabai in Kontakt mit Ayatollah Chomeini, der in Neauphle-le-Château bei Paris im Exil lebte. Mit einem Filmteam reiste er nach Teheran und zeigte anschließend Chomeini die dort entstandenen Aufnahmen. So wurde er einer der Journalisten, die das Privileg erhielten, Chomeini bei seiner Rückkehr in den Iran im Flugzeug zu begleiten. Darüber berichtete Scholl-Latour später:

„Tabatabei sagte zu mir: ‚Der Imam verrichtet nun sein Morgengebet, wenn Sie wollen, können Sie ihn dabei filmen.‘ Das war sehr ungewöhnlich. Und dann geschah etwas ganz Merkwürdiges. Er übergab Tabatabei ein großes, gelbes Kuvert, das dieser an mich weitergab und sagte: ‚Wenn wir bei der Ankunft in Teheran verhaftet oder sogar umgebracht werden, dann verstecken sie dieses Kuvert gut. Wenn alles gut geht, dann geben sie es mir bitte wieder zurück.‘ Als wir ankamen, jubelten dort zwei Millionen Menschen Khomeini entgegen. Ich gab das Kuvert also zurück. Ich habe erst acht Monate später erfahren, was darin war: Es war die Verfassung der islamischen Republik Iran.“

Nach eigenen Angaben trug Scholl-Latour anschließend immer ein Foto von sich und Chomeini mit sich, um sich in der muslimischen Welt „auszuweisen“.
1983 wurde Scholl-Latour mit Rolf Gillhausen Chefredakteur und gemeinsam mit Gillhausen und Henri Nannen Herausgeber des durch die Affäre um die gefälschten Hitler-Tagebücher angeschlagenen Wochenmagazins Stern. Wegen anhaltender Widerstände innerhalb der Redaktion gab Scholl-Latour den Chefredakteursposten nach neun Monaten auf. Von 1983 bis 1987 war er zudem Vorstandsmitglied des Verlages Gruner + Jahr und von 1984 an als Beiratsmitglied der UFA-Film- und Fernseh-GmbH für die TV-Aktivitäten der Verlagsgesellschaft mitzuständig und am Aufbau von RTL plus beteiligt.
Seit 1988 war Scholl-Latour vor allem als freier Autor tätig (siehe unten). Nach Interviews 2000 und 2001 wurde er Autor der neurechten Zeitung Junge Freiheit. 2006 nahm er an einer von dieser veranstalteten Diskussion auf der Frankfurter Buchmesse teil. In den Abonnentenkampagnen der Jahre 2004, 2007 und 2011 diente er der Zeitung neben Alexander von Stahl als Aushängeschild. Mindestens vom 19. Mai 2000 an gab er der Zeitung regelmäßig Interviews. Auf der Website der Jungen Freiheit wird Scholl-Latour mit den Worten zitiert: „Die JF bedeutet für mich, daß es noch unabhängige Geister in der deutschen Medienlandschaft gibt und Journalisten das Risiko eingehen, gegen den Strom zu schwimmen.“
Bis 2010 produzierte Scholl-Latour noch gelegentlich Reportagen für das ZDF und trat weiterhin als Interviewpartner in Fernseh-Talkshows auf. Im Jahr 2011 interviewte er Syriens Staatspräsidenten Baschar al-Assad.

### Erfolgreiches Wirken als Sachbuchautor

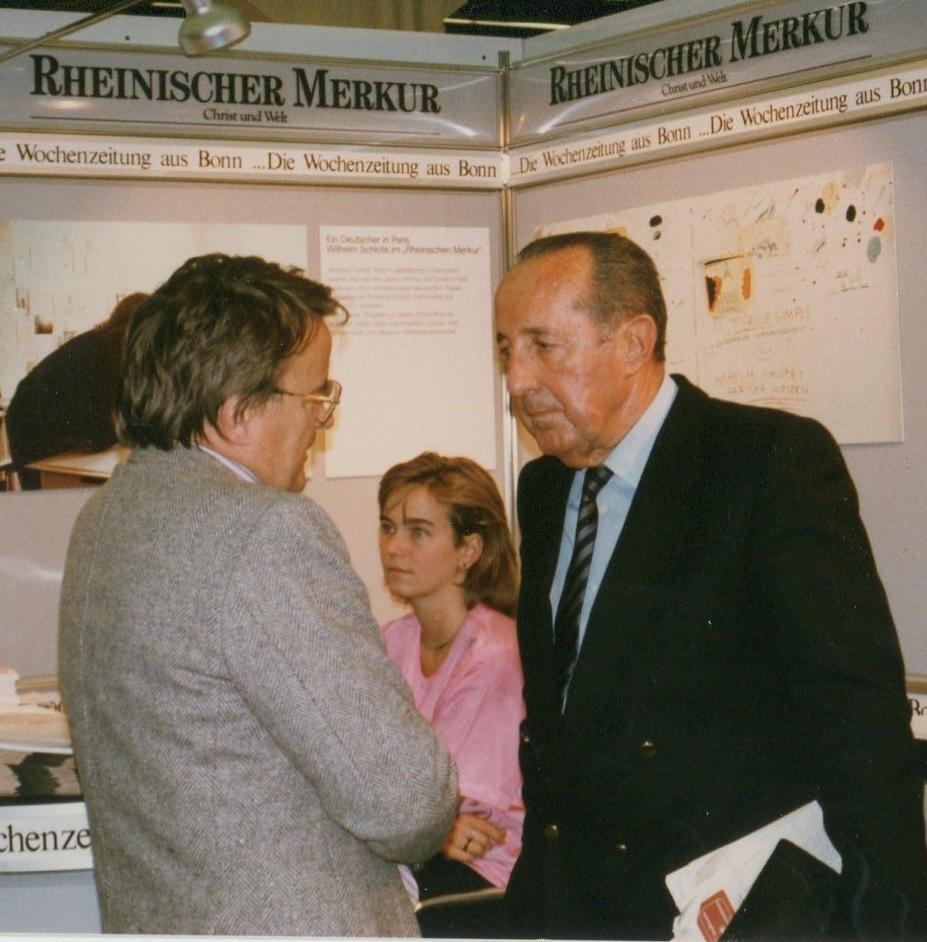
Peter Scholl-Latour (im Gespräch mit Thomas Kielinger) auf der Frankfurter Buchmesse 1988

Zu vielen Themen und Weltregionen verfasste Scholl-Latour mehr als 30 Sachbücher, zuerst 1961 Matata am Kongo. Sie erreichten eine Gesamtauflage von rund 10 Millionen Exemplaren. Sein 1979 erstmals erschienenes Buch Der Tod im Reisfeld über Indochina war mit 1,3 Millionen Exemplaren zum Zeitpunkt von Scholl-Latours Tod im Jahr 2014 das meistverkaufte Sachbuch Deutschlands seit 1945.

### Verbandstätigkeit

#### Verband privater Rundfunk und Telemedien
Von 1990 bis 1996 war er der erste Präsident des Verbandes Privater Rundfunk und Telemedien (VPRT), nachdem er bereits seit 1986 einem seiner Vorläuferverbände, dem Bundesverband Privater Rundfunk und Telekommunikation (BPRT), vorgestanden hatte.

#### Deutsch-Arabische Gesellschaft
Von 1985 bis 2007 war Peter Scholl-Latour Mitglied des Beirates der Deutsch-Arabischen Gesellschaft. Nach dem Rücktritt Otto Wiesheus wählte ihn die Mitgliederversammlung am 22. März 2007 in Berlin zum Präsidenten. 2014 wurde Peter Scholl-Latour auf dem Frühlingsfest der Deutsch-Arabischen Gesellschaft durch die Laudatio des Linkspartei-Vorsitzenden Gregor Gysi geehrt.

#### Plan International
Im Jahr 1989 war Scholl-Latour Gründungsmitglied der Kinderhilfsorganisation Plan International Deutschland e. V. Seit 1993 saß er im Kuratorium der Organisation.

### Geheimdienstliche Tätigkeit
Posthum wurde im Juni 2025 durch einen WDR-Bericht bekannt, dass Peter Scholl-Latour in den 1980er Jahren als „Gelegenheitsquelle“ für den Bundesnachrichtendienst (BND) fungierte und hierbei die Decknamen „Frank“, „Pedro“ und „Scholar“ trug. Die Zusammenarbeit begann demnach im Jahr 1981 nach einem Afghanistan-Aufenthalt Scholl-Latours und umfasste Reiseberichte aus Krisengebieten, die Vorab-Betrachtung einer Reportage sowie in einem Fall die Kontaktaufnahme zu einer BND-Quelle im Libanon, die aufgrund des Libanesischen Bürgerkriegs schwer zu erreichen war. Nach BND-Angaben habe jedoch kein stetiger Auftrag zur Informationsbeschaffung bestanden und auch keine Bezahlung stattgefunden. Das ZDF, für das Scholl-Latour während seiner Geheimdiensttätigkeit zeitweise arbeitete, erklärte, keine Kenntnis von den Vorgängen zu haben und sich an den journalistischen Leitlinien und dem Pressekodex zu orientieren. Dieser bestimmt, dass geheimdienstliche Tätigkeiten mit dem Berufsbild des Journalisten nicht vereinbar sind.

### Persönliches

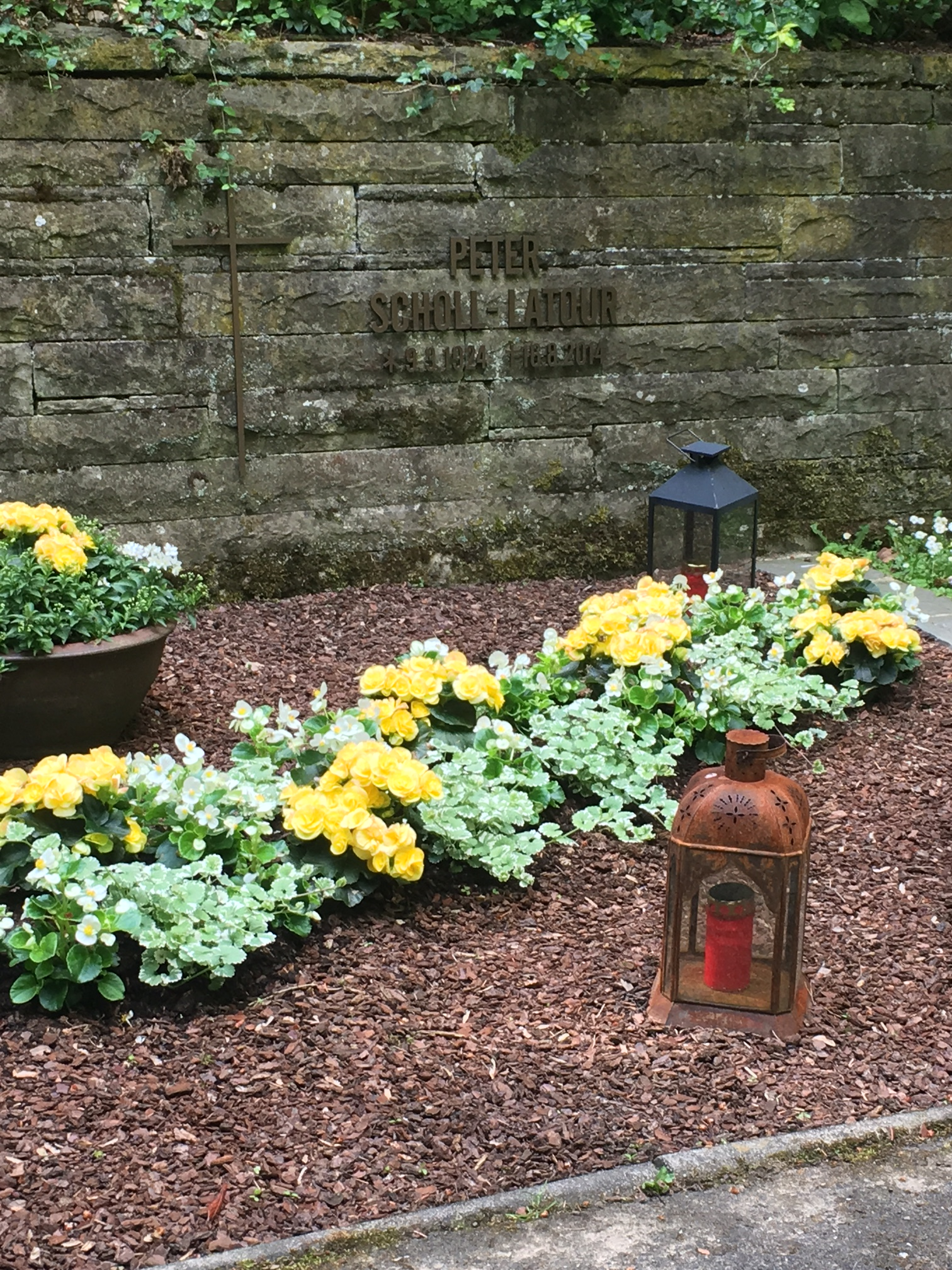
Grabstätte im Waldfriedhof Rhöndorf

Scholl-Latour, der sowohl die deutsche als auch die französische Staatsbürgerschaft besaß, lebte abwechselnd in seinen Wohnungen in Bad Honnef-Rhöndorf, in Berlin-Charlottenburg und Paris sowie in einem Haus in Tourrettes-sur-Loup bei Nizza in Südfrankreich. Er war in erster Ehe mit der Journalistin Gertrud Knies (* Februar 1924) verheiratet und hatte mit ihr einen Sohn. 1985 heiratete Scholl-Latour Eva Schwinges.
Am 16. August 2014 starb Scholl-Latour nach schwerer Krankheit im Alter von 90 Jahren in Rhöndorf. Beigesetzt wurde er seinem Wunsch gemäß auf dem Waldfriedhof in Rhöndorf.

## Positionen
Scholl-Latour war ein starker Befürworter einer gemeinsamen europäischen Verteidigung und kritisierte die EU-Osterweiterung, die er für übereilt hielt. Durch diese verliere die „abendländische Gemeinschaft“ speziell auf dem Gebiet der Außen- und Sicherheitspolitik an Kohärenz und Handlungsfähigkeit. Weiterhin sprach er sich in der Talkshow Das Duell bei n-tv am 19. März 2007 und in einem Zeitungsartikel für eine nukleare Bewaffnung der Bundeswehr zum Zweck der Abschreckung aus. Gleichzeitig warf er den Politikern der Staaten der Atlantischen Allianz (NATO) vor, den defensiven Charakter der russischen Außenpolitik zu verkennen, die sich der Einkreisung durch den amerikanischen „Rundumschlag“ widersetze, der nur den gewalttätigen Islamismus gefördert habe und weiterhin fördere. Klimaschutz hielt er für ein „Modethema“. Scholl-Latour war ein Unterstützer des Zentrums gegen Vertreibungen.

### Anschläge in New York am 11. September 2001
Am 12. September 2001 sprach Scholl-Latour in der Fernsehsendung Friedman anlässlich der Terroranschläge in New York vom „Ende der Spaßgesellschaft“ und warnte die westliche Welt davor, ohne Exit-Strategie nach Afghanistan einzumarschieren. Ein Angriff auf dieses Land werde „verpuffen“. Zudem kritisierte er Bundeskanzler Gerhard Schröders Bekundung einer uneingeschränkten Solidarität Deutschlands mit den USA, ohne die Hintergründe der Anschläge zu kennen, und wies auf die Unterfinanzierung der Bundeswehr hin.

### Gaullismus
Scholl-Latour war erklärter Gaullist, jedoch lehnte er diese Bezeichnung mit dem Verweis darauf, das de Gaulles schon vor langer Zeit gestorben sei, ab. Er betrachtete die politischen Vorgänge auf dem Balkan, in Afrika, dem Nahen Osten und Ostasien oft aus der Sicht der französischen Geopolitik.

### Beziehung zum Islam
Den deutschen Medien galt Scholl-Latour viele Jahre als Ansprechpartner und Experte für die Themenbereiche Naher Osten und Islam. In vielen Fernsehdiskussionsrunden äußerte er sich kritisch über die Rolle der USA und Großbritanniens bei geplanten und geführten Kriegen in Afghanistan und dem Irak. Aufgrund seiner Erfahrungen in dieser Region sagte er bereits im Vorfeld mehrmals öffentlich ein langfristiges Scheitern der westlichen Invasionen voraus und führte neben anderen Beispielen den Misserfolg der sowjetischen Intervention in Afghanistan als Begründung seiner Einschätzung an.
In der Iranischen Revolution von 1979 sah Scholl-Latour den Anfang einer größeren „islamischen Erneuerung“ (im Sinne eines wachsenden Einflusses des Islam in der Welt, nicht einer inhaltlichen Modernisierung), über die er in vielen seiner Bücher schrieb und die er bereits früh als eine der großen Herausforderungen des 21. Jahrhunderts ansah.

### Medienkritik
Vor allem nach 2003 kritisierte Scholl-Latour immer öfter die mediale Berichterstattung. So sei Russland das Opfer „einer systematischen Kampagne durch die ferngesteuerten Medien Europas und deren politische Einflüsterer.“  Er betrachtete nicht Russland als expansionistisch, sondern den Westen, allen voran die USA. Auch Syrien erschien ihm als Opfer einer systematischen Desinformationskampagne von Politik und Medien.

„Irgendwo, an geheimen Kommandostellen, in diskreten Fabriken der Desinformation, die von angelsächsischen Meinungsmanipulatoren meisterhaft bedient wurden, war die Losung ausgegangen, dass Syrien sich den amerikanischen Vorstellungen einer trügerischen Neuordnung im Nahen und Mittleren Osten zu unterwerfen habe. Bei einer Medienveranstaltung der ARD in Berlin erwähnte ich diese allumfassende propagandistische Irreführung der breiten Öffentlichkeit, der sich – in Deutschland zumal – weder die linksliberalen noch die erzkonservativen Printmedien und Fernsehsender zu entziehen wussten. […] Die subtile, perfide Unterwanderung und Täuschung globalen Ausmaßes, denen die Medien ausgeliefert sind, bedarf einer ebenso schonungslosen Aufdeckung wie die hemmungslose Überwachungstätigkeit der National Security Agency.“

Im Rückblick lobte er die Pressefreiheit der Frühzeit der Bundesrepublik, als Chefredakteure den Reportern noch den Rücken freigehalten hätten. Dieter Stolte und Klaus von Bismarck nannte er als lobenswerte Beispiele.

### Ukraine-Konflikt und Annexion der Krim
Im „absurdeste[n] Territorialkonflikt“ um Ukraine und Krim verstand Scholl-Latour die Außenpolitik der Russischen Föderation als defensive Strategie: „Die Ukraine war aus Moskauer Sicht als europäische Verankerung der ‚Eurasischen Union‘ auserkoren, mit der Putin sein vom westöstlichen ‚Zangengriff‘ bedrohtes Rest-Imperium abzuschirmen suchte.“ Obamas Regierung habe jedoch die Richtung der weiteren Entwicklung vorgegeben, und die Europäer hätten sich wie immer dem Willen des mächtigen amerikanischen Verbündeten gefügt.

## Rezeption
Nachdem Scholl-Latour aufgrund seines Hochschulstudiums in Paris und Beirut und seiner Jahrzehnte währenden Korrespondententätigkeit in zahlreichen Ländern lange als ausgewiesener Experte insbesondere in Nahost- und Südostasien-Themen gegolten hatte, wurde seine Autorität um die Jahrtausendwende mitunter in Frage gestellt.
So wurde ihm von den Orientwissenschaftlern Verena Klemm, Karin Hörner und Udo Steinbach sowie der taz-Journalistin Ulrike Herrmann vorgeworfen, durch undifferenzierte Sichtweisen Ängste und Feindbilder zu stärken und sich durch mangelnde akademische Sorgfalt in Tatsachenbehauptungen immer wieder zu irren. Inhaltlich und stilistisch sahen Kritiker in seinen Büchern Parallelen zum Kolonialroman. Die Journalisten Wolfgang Röhl und Stefan Niggemeier bemängelten, bei Scholl-Latours häufigen Fernsehauftritten hätten seine Hinweise auf seine persönlichen Erfahrungen in Krisenregionen gegenüber Sachargumenten meist im Vordergrund gestanden. Am Beispiel von Scholl-Latours Berichten aus Zentralafrika in Sachbüchern und im Fernsehen warf der Geograf Andreas Dittmann dem „selbsternannten Kongokenner und Medienscharlatan“ verantwortungslosen und von Stereotypen gekennzeichneten Journalismus und die „Verbreitung zweifelhafter Halbwahrheiten […] zum Zwecke der eigenen Selbstdarstellung“ vor. Scholl-Latour verbreite „populäre Klischees“ sowie „Polit- und Ethnoplattitüden“.
Der Professor für gegenwartsbezogene Orientwissenschaft Gernot Rotter initiierte Anfang der 1990er Jahre an der Universität Hamburg ein Forschungsprojekt, das die Schriften Scholl-Latours und Gerhard Konzelmanns, eines ebenfalls in der Öffentlichkeit als Experte für die islamische Welt wahrgenommenen Autors, analysierte. Die teilnehmenden Wissenschaftler kamen zu stark negativen Bewertungen.
Der Journalist und Nahostexperte Rudolph Chimelli hingegen verteidigte Scholl-Latour. Dieser habe sich vor allem dadurch Gegner gemacht, dass er „über die Jahrzehnte hinweg fast immer gegen den westlichen Meinungsmainstream geschwommen“ sei und „in seiner Wortwahl nicht reflexartig westliche, vor allem amerikanische Propagandathesen wiedergebe“.
Bis zuletzt erfuhr Scholl-Latour zahlreiche Ehrungen für sein Wirken und wurde als Experte zu öffentlichen Gesprächsrunden und Talkshows eingeladen.

## Ehrungen

### Auszeichnungen, Medaillen und Preise
- 1965: Preis der Presse beim Adolf-Grimme-Preis für Die Rächer Lumumbas
- 1969: Goldene Kamera
- 1969: Goldener Bildschirm
- 1971: Straßburger Goldmedaille für deutsch-französische Annäherung („Aristide-Briand-Preis“)[54]
- 1974: Goldener Bambi
- 1980: Goldener Bambi
- 1989: Elsie-Kühn-Leitz-Preis
- 1990: Goldener Bambi
- 1991: Bayerischer Fernsehpreis
- 1991: Telestar (Fernsehpreis)
- 1992: Sonderpreis Deutsch-Französischer Kulturrat
- 1994: Ehrenzeichen des Deutschen Roten Kreuzes
- 1999: Hildegard-von-Bingen-Preis für Publizistik
- 2001: Ehrenpreis des Deutschen Fernsehpreises
- 2003: Siebenpfeiffer-Preis für sein journalistisches Lebenswerk
- 2005: Henri-Nannen-Preis für sein publizistisches Lebenswerk
- 2005: Chevalier de la Légion d’Honneur (Ch. LH): Aufnahme in die Ehrenlegion für seine Verdienste um die deutsch-französische Freundschaft
- 2005: Karl-Carstens-Preis des „Freundeskreises der Bundesakademie für Sicherheitspolitik“ für sein Gesamtwerk[55]
- 2006: Verdienstkreuz 1. Klasse des Verdienstordens der Bundesrepublik Deutschland
- 2007: Steiger Award
- 2007: Hermann-Sinsheimer-Preis
- 2008: Dr. Said Ramadan Friedenspreis für Dialog und Völkerverständigung[56]
- 2008: Gerhard-Löwenthal-Ehrenpreis für Publizisten

### Ehrendoktorwürde
- 1999: Ehrenprofessur der Ruhr-Universität Bochum[57]
- 2009: Mercator-Professur der Universität Duisburg-Essen[58]

### Peter-Scholl-Latour-Preis
Seit 2015 wird der von Plan International Deutschland und der Ulrich Wickert-Stiftung ausgelobte Peter-Scholl-Latour-Preis für die Berichterstattung über das Leid von Menschen in Krisen- und Konfliktgebieten verliehen.

## Veröffentlichungen
1950er Jahre
- La vie et l’œuvre de Rudolf G. Binding. Dissertation, Universität von Paris (Sorbonne), 1954.

1960er Jahre
- Matata am Kongo. Deutsche Verlags-Anstalt, Stuttgart 1961. DNB 454453930.
- Im Sog des Generals. Von Abidjan nach Moskau. Deutsche Verlags-Anstalt, Stuttgart 1966. DNB 458879096.

1980er Jahre
- Die islamische Herausforderung. Hoffmann und Campe, Hamburg; Deutsche Verlags-Anstalt, Stuttgart 1980, ISBN 3-455-08828-7.
- Der Tod im Reisfeld. Dreißig Jahre Krieg in Indochina. Deutsche Verlags-Anstalt, Stuttgart 1980, ISBN 3-421-01927-4; zuletzt: Ullstein, Berlin 2013, ISBN 978-3-548-37500-7. (Platz 1 der Spiegel-Bestsellerliste in den Jahren 1980 und 1981)
- 7 Gesichter Chinas. Mit Josef Kaufmann. Deutsche Verlags-Anstalt, Stuttgart 1981, ISBN 3-421-06077-0.
- Allah ist mit den Standhaften. Begegnungen mit der islamischen Revolution. Deutsche Verlags-Anstalt, Stuttgart 1983, ISBN 3-421-06138-6. (Platz 1 der Spiegel-Bestsellerliste vom 7. März bis zum 2. Oktober 1983 und vom 9. bis zum 15. Januar 1984)
- Mord am großen Fluß. Ein Vierteljahrhundert afrikanische Unabhängigkeit. Deutsche Verlags-Anstalt, Stuttgart 1986, ISBN 3-421-06307-9.
- Leben mit Frankreich. Stationen eines halben Jahrhunderts. Deutsche Verlags-Anstalt, Stuttgart 1988, ISBN 3-421-06399-0.
- Der Ritt auf dem Drachen. Indochina – von der französischen Kolonialzeit bis heute. Heyne, München 1988, ISBN 3-453-04009-0.
- als Hrsg.: Kabel- und Satellitenkommunikation in Europa. Kongressband. Online GmbH, Velbert 1989, ISBN 3-89077-062-2.

1990er Jahre
- Asien: ein verlorenes Paradies. Fotografiert von Josef Kaufmann. Rasch und Röhring, Hamburg 1990, ISBN 3-89136-287-0.
- Helmut Kohl. Mit Fotografien von Konrad R. Müller und einem Essay von Peter Scholl-Latour. Lübbe, Bergisch Gladbach 1990, ISBN 3-7857-0570-0.
- Das Schwert des Islam – Revolution im Namen Allahs. Heyne, München 1990, ISBN 3-453-03990-4. (Buch zur ZDF-Serie; Platz 1 der Spiegel-Bestsellerliste vom 28. Januar bis zum 7. Juli 1991)
- Der Wahn vom Himmlischen Frieden. Chinas langes Erwachen. Siedler, Berlin 1990, ISBN 3-88680-367-8.
- Den Gottlosen die Hölle. Der Islam im zerfallenden Sowjetreich. Bertelsmann, München 1991, ISBN 3-570-00426-0.
- als Hrsg.: Weltkrise Arabien. Allah, Blut und Öl. Hintergründe eines Konflikts. Fotoreportage (Stern-Bücher). Gruner & Jahr, Hamburg 1991, ISBN 3-570-06697-5.
- Unter Kreuz und Knute. Russische Schicksalsstunden. Bertelsmann, München 1992, ISBN 3-570-01792-3.
- Aufruhr in der Kasbah: Krisenherd Algerien. Deutsche Verlags-Anstalt, Stuttgart 1992, ISBN 3-421-06625-6; ab der 3. Auflage unter dem Titel: Pulverfass Algerien. Vom Krieg der Franzosen zur islamischen Revolution. Heyne, München 1994, ISBN 3-453-08950-2.
- Eine Welt in Auflösung. Vor den Trümmern der Neuen Friedensordnung. Siedler, Berlin 1993, ISBN 3-88680-405-4.
- Im Fadenkreuz der Mächte. Gespenster am Balkan. Bertelsmann, München 1994, ISBN 3-570-12147-X.
- Schlaglichter der Weltpolitik: die dramatischen neunziger Jahre. Deutsche Verlags-Anstalt, Stuttgart 1996, ISBN 3-421-06672-8.
- Das Schlachtfeld der Zukunft. Zwischen Kaukasus und Pamir. Siedler, Berlin 1996, ISBN 3-88680-602-2.
- Lügen im Heiligen Land. Machtproben zwischen Euphrat und Nil. Siedler, Berlin 1998, ISBN 3-88680-542-5.
- Allahs Schatten über Atatürk. Die Türkei in der Zerreißprobe zwischen Kurdistan und Kosovo. Siedler, Berlin 1999, ISBN 3-88680-630-8.

2000er Jahre
- Afrikanische Totenklage. Der Ausverkauf des Schwarzen Kontinents. Bertelsmann, München 2001, ISBN 3-570-00544-5; Auszüge gelesen auf CD: Random House Audio, Köln 2001, ISBN 3-89830-265-2.
- Der Fluch des neuen Jahrtausends. Eine Bilanz. Bertelsmann, München 2002, ISBN 3-570-00537-2.
- Kampf dem Terror. Kampf dem Islam? Chronik eines unbegrenzten Krieges. Propyläen, München 2002, ISBN 3-549-07162-0.
- Dieter Stein (Hrsg.): Die Tragödie des Westens. Beiträge und Interviews nach dem 11. September. Junge Freiheit, 2003, ISBN 3-929886-10-3. (Beiträge u. a. von Peter Scholl-Latour, Arundhati Roy, Franz Alt und Alain de Benoist.)
- Weltmacht im Treibsand. Bush gegen die Ayatollahs. Propyläen, München/Berlin 2004, ISBN 3-549-07208-2. (Platz 1 der Spiegel-Bestsellerliste vom 29. März bis zum 4. April 2004); vollständig gelesen von Ari Gosch: Radioropa (Technisat), Daun 2006, 12 CDs, 12,40 Stunden, ISBN 3-86667-007-9.
- Koloss auf tönernen Füßen – Amerikas Spagat zwischen Nordkorea und Irak. Propyläen, München/Berlin 2005, ISBN 3-549-07252-X.
- Russland im Zangengriff. Putins Imperium zwischen Nato, China und Islam. Propyläen, München/Berlin 2006, ISBN 3-549-07265-1; vollständig gelesen von Jo Brauner: Radioropa (Technisat), Daun 2008, 14 CDs, 16,17 Stunden, ISBN 978-3-86667-676-3.
- Zwischen den Fronten. Erlebte Weltgeschichte. Propyläen Verlag, München/Berlin 2007, ISBN 978-3-549-07332-2.
- Der Weg in den neuen Kalten Krieg. Propyläen, Berlin 2008, ISBN 978-3-549-07357-5; Auszüge gelesen von Stephan Schad: Hörbuch Hamburg. 4 CDs, 290 Minuten, ISBN 978-3-89903-667-1.
- Die Angst des weißen Mannes. Eine Welt im Umbruch. Propyläen, Berlin 2009, ISBN 978-3-549-07331-5; Auszüge gelesen von Stephan Schad: Hörbuch Hamburg. 4 CDs, 282 Minuten, ISBN 978-3-89903-699-2.

2010er Jahre
- Arabiens Stunde der Wahrheit. Aufruhr an der Schwelle Europas. Propyläen, Berlin 2011, ISBN 978-3-549-07366-7; Auszüge gelesen von Stephan Schad: Hörbuch Hamburg. 4 CDs, 216 Minuten, ISBN 978-3-89903-338-0.
- Die Welt aus den Fugen. Propyläen, Berlin 2012, ISBN 978-3-549-07431-2; Auszüge gelesen von Stephan Schad: Weltbild, Augsburg, 4 CDs. 300 Minuten, ISBN 978-3-8289-3031-5.
- Der Fluch der bösen Tat. Das Scheitern des Westens im Orient. Propyläen, Berlin 2014, ISBN 978-3-549-07412-1. (Platz 1 der Spiegel-Bestsellerliste vom 22. September bis zum 19. Oktober 2014)
- Mein Leben. Mit einem Epilog von Cornelia Laqua. (Autobiografie, posthum) C. Bertelsmann, München 2015, ISBN 978-3-570-00508-8.